# Zonnebeke
Zonnebeke je mesto in občina v provinci Zahodna Flandrija v Belgiji. 

## Osebnosti
- Jan Theuninck, belgijski slikar in pesnik